# Harry Triguboff
Harry Oskar Triguboff (AO) (Dalian, 3 de março de 1933) é um empreendedor do setor imobiliário bilionário australiano.